# Casa Museo Ernesto Sabato
La Casa Museo Ernesto Sabato, situada en la calle Ernesto Sábato 3135, en Santos Lugares, Provincia de Buenos Aires, Argentina, fue el hogar del escritor argentino Ernesto Sabato, junto a su mujer Matilde, desde 1945 hasta su fallecimiento, el 30 de abril de 2011; y donde se criaron sus hijos. 
En ella escribió la mayoría de sus libros y actualmente es un museo abierto al público gracias a la tarea de restauración de su hijo y nietos. Las visitas guiadas son los días sábados a las 15 horas, las visitas se programan vía WhatsApp  al número : (+54) 11 3614-9927. 
La casa fue además un foco cultural en el que convergieron diferentes exponentes de la cultura y la política, principalmente de la Argentina, pero también de otros lugares del mundo.

Deseo que la casa siga. Mientras se pueda, que siga. Es una carga muy grande, hemos tenido ayuda del municipio de 3 de Febrero, también de la provincia, pero cuesta mucho y no nos alcanza con lo que nos dan. Sin embargo, con esperanza todo se puede. Me parecía imposible hacerlo así, que no me va a parecer imposible mantenerlo. En un país que va borrando todo el tiempo su memoria es importante que cosas así se mantengan. La vida de mi padre atravesó la mitad de la historia de nuestro país. Nació con el Centenario y murió cerca del Bicentenario. Como todos los países jóvenes borramos muy rápido, y si borrás rápido crecés muy despacio.
Mario Sabato, hijo de Ernesto (2015)

## La casa

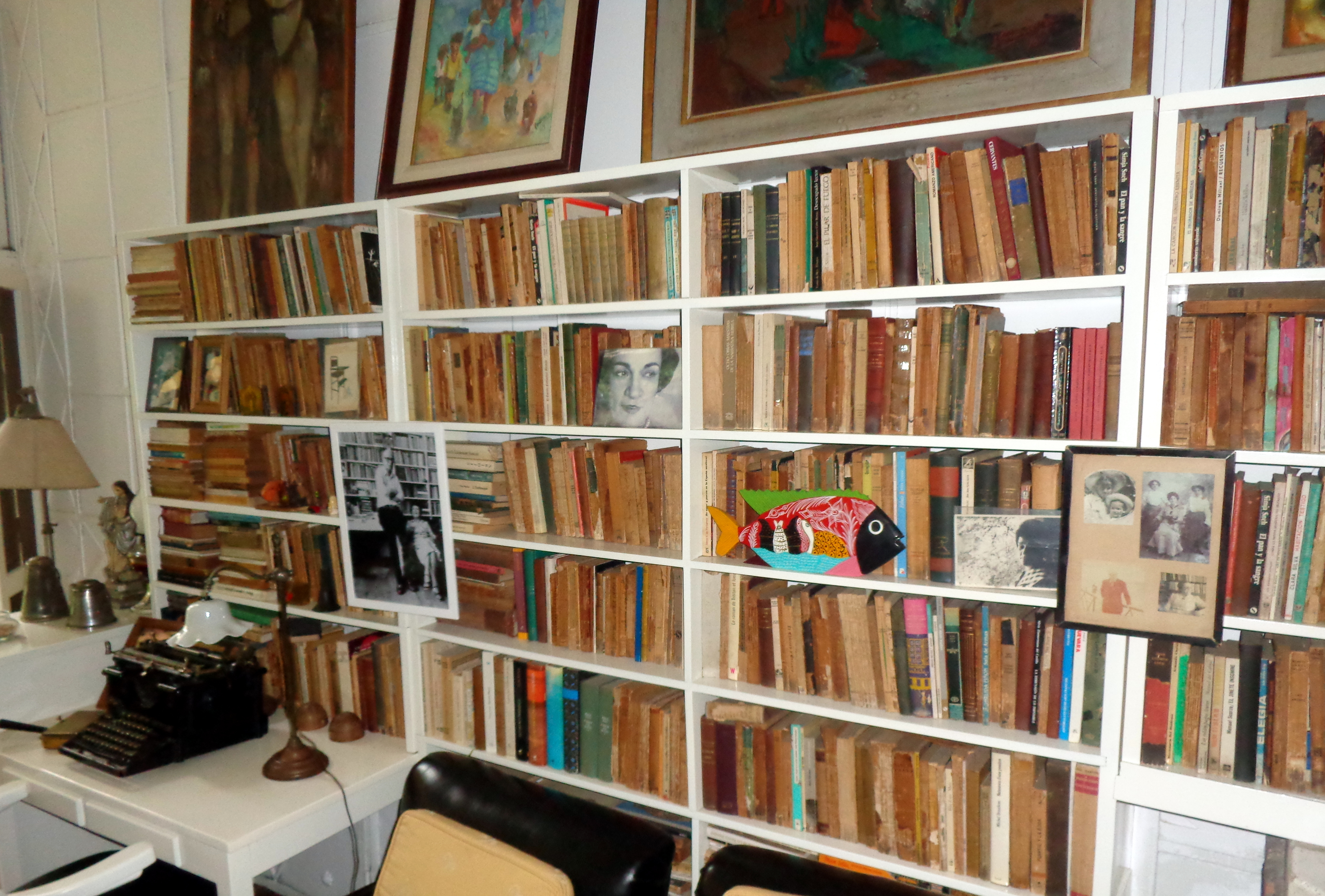
La biblioteca de Sabato

Se encuentra en la calle Ernesto Sábato 3135 (antes Saverio Langeri), localidad de Santos Lugares, partido de Tres de Febrero. Fue construida en 1920 y actualmente se encuentra restaurada y pintada en colores blanco y madera, baldosas blancas, tratando de respetar la fisonomía que tuvo. Por dentro paredes y muebles blancos y algunos detalles bordó en cajones y manijas. Junto a la puerta se encuentra el perchero de pie  con el piloto y el sombrero que acostumbraba a utilizar el escritor.

Puede apreciarse el jardín principal de la casa, una pequeña sala de estar que cuenta con dos bibliotecas colmadas de libros en español y en inglés, y un living rodeado de estanterías con distintas publicaciones.

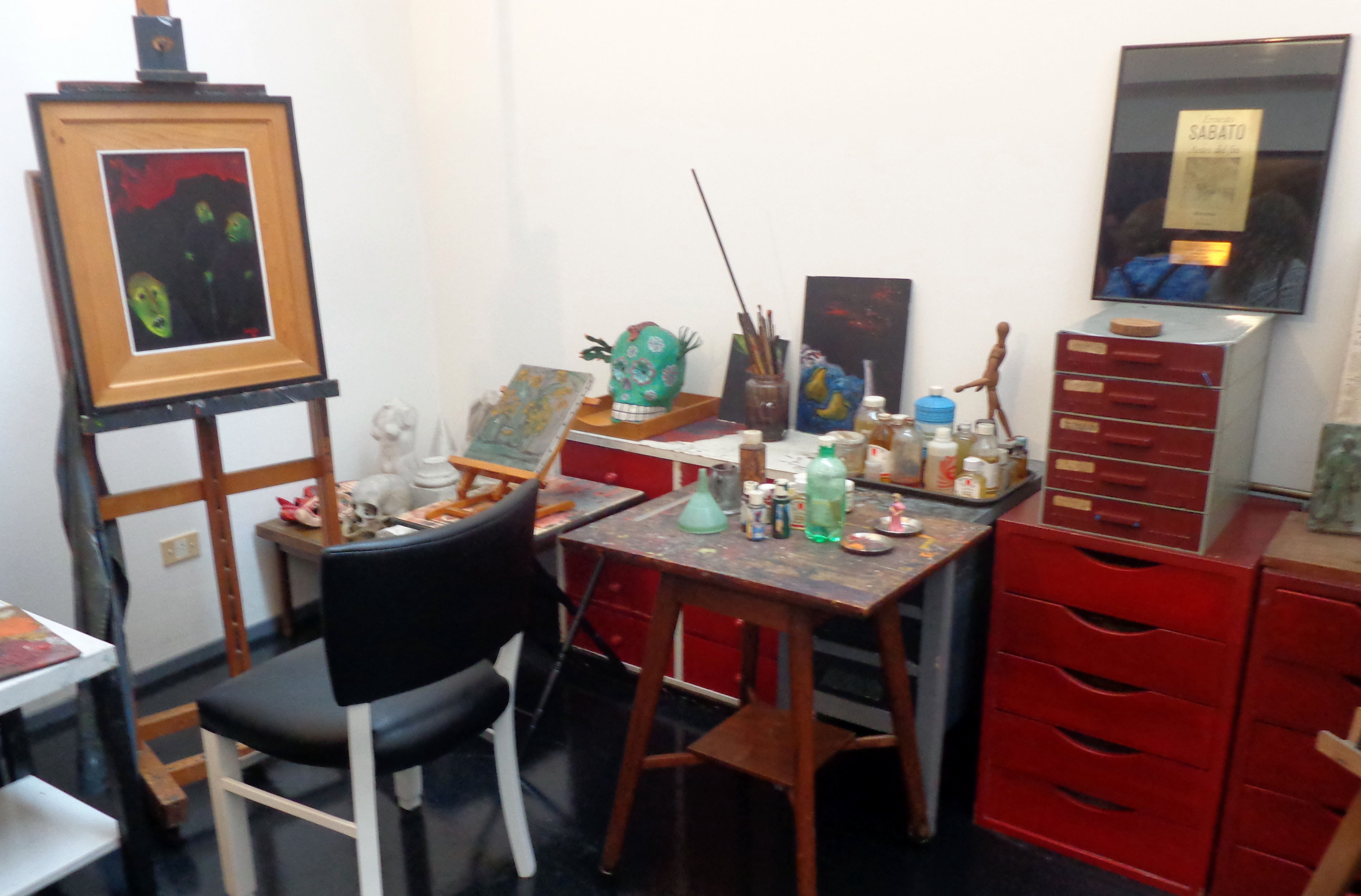
Su atelier

en el frente de la vivienda se levanta una gran arboleda que, por pedido en vida del escritor, sus nietos no podan ni limpian las hojas. Se destacan dos enormes cipreses, palmeras, una inmensa araucaria y una magnolia enredada con una planta de Santa Rita. En el medio se encuentra una glorieta.
En el jardín descansa una estatua de la diosa Ceres, traída del Parque Lezama por donación de la Municipalidad del Partido de Tres de Febrero, en honor a la obra "Sobre héroes y tumbas", que la menciona en sus primeros capítulos.
La planta baja conduce a un patio trasero que está conectado con por un pasillo lateral con el jardín principal. Al salir del predio, puede observarse un mural con un retrato del escritor sonriente, realizado por Martín Ron y Nieves Fraga.

## El museo
La casa-museo fue abierta al público desde el 19 de septiembre de 2014, se trata de un museo vivo destinado al encuentro con el escritor y los espacios donde escribía.

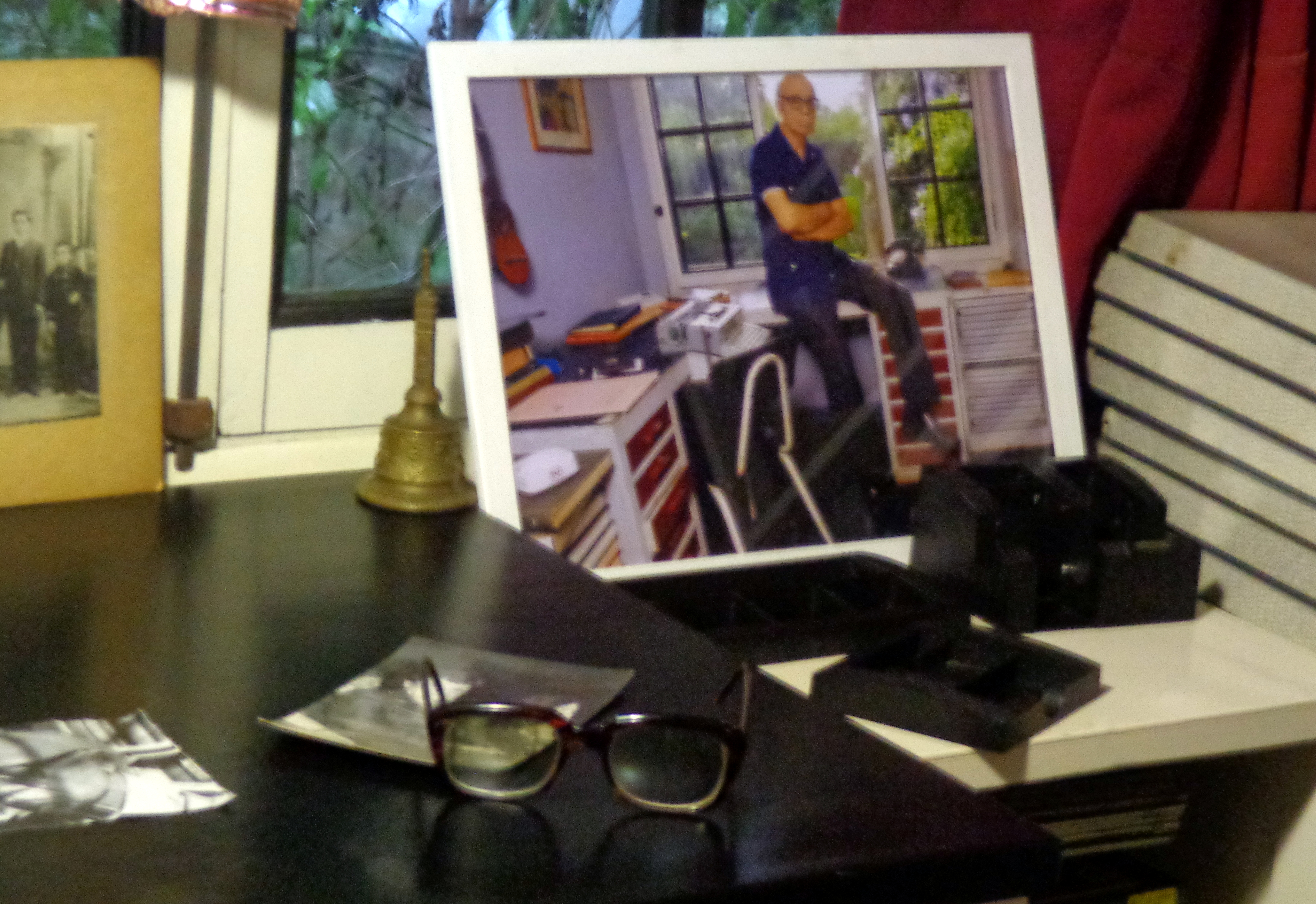
Sus característicos anteojos

De la biblioteca personal, dispuesta en el invernadero e iluminada por un gran ventanal, al comedor diario, y del escritorio con una antigua máquina de escribir Olivetti, al atelier con las obras plásticas de Ernesto, el recorrido es narrado por el fallecido escritor quien relata costumbres y vivencias de la casa gracias a documentos fílmicos que su hijo cineasta Mario se ocupó de registrar en diferentes momentos. De esta manera, el escritor está presente, acompaña el recorrido y comparte sus ocurrencias y recuerdos personales.
Las visitas son guiadas por alguien de la familia, principalmente sus nietos Luciana y Guido, quienes estuvieron presentes desde el momento en que se inició el acondicionamiento junto con su padre, Mario Sabato. La residencia ha recibido a perseguidos políticos, presidentes de la democracia, artistas como Castagnino o Antonio Berni, los intelectuales Leopoldo Marechal y Arturo Jauretche y hasta el rey Juan Carlos de España, por nombrar sólo algunos.

## Galería de imágenes

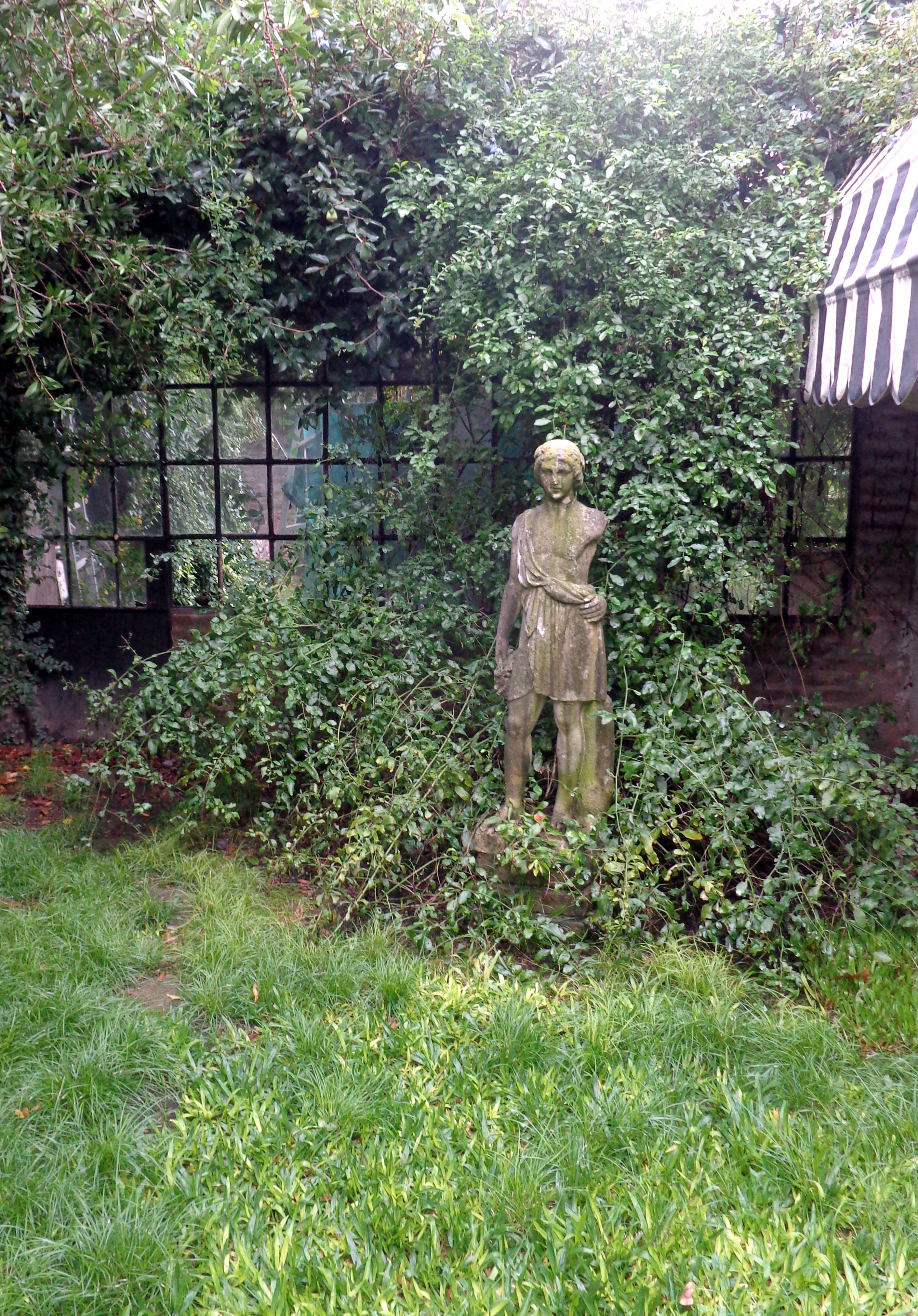
El jardín con la escultura de Ceres
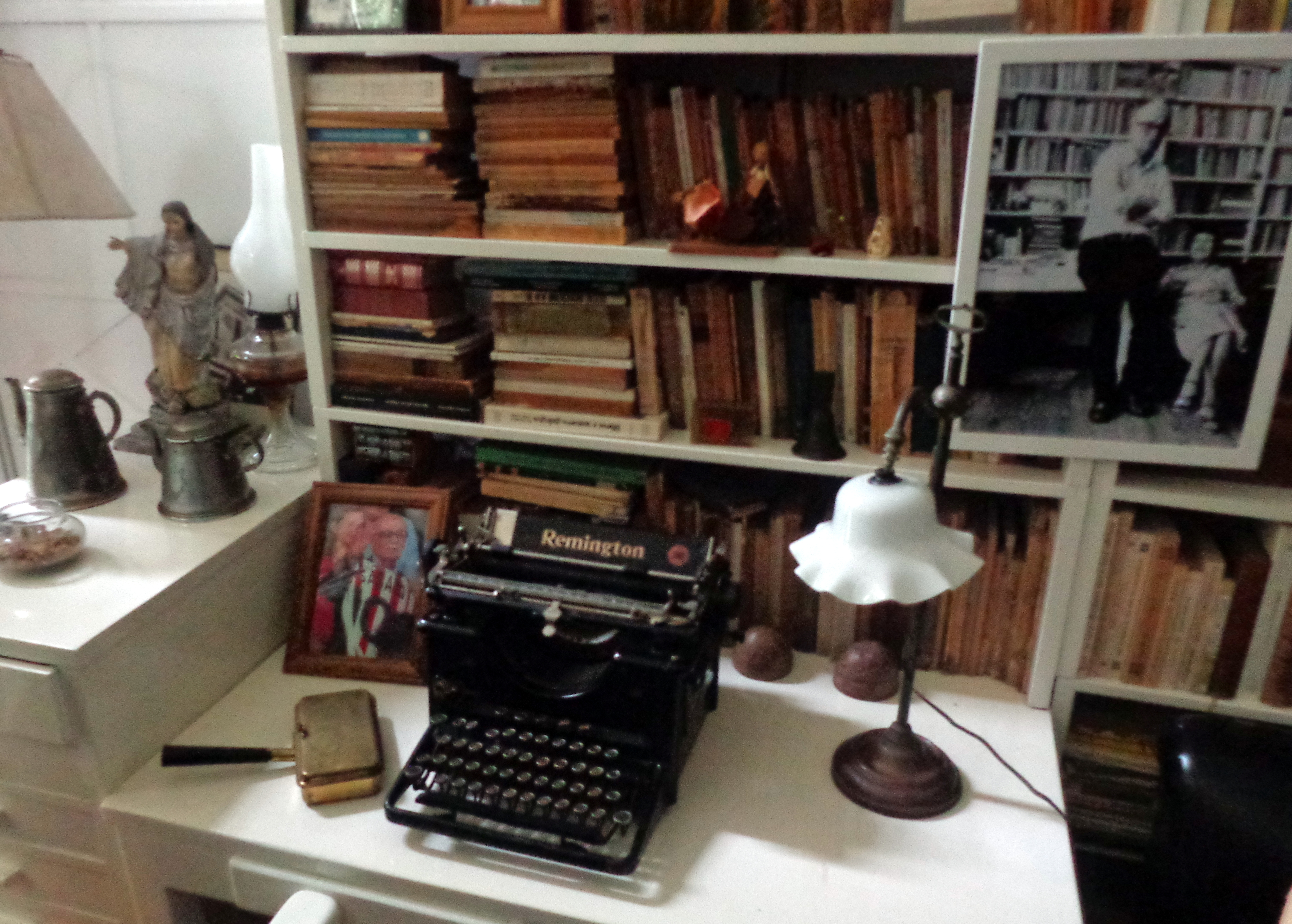
La Remington y dos fotos: del escritor con la camiseta de su equipo de fútbol predilecto (Estudiantes de la Plata) y otra con su esposa Matilde
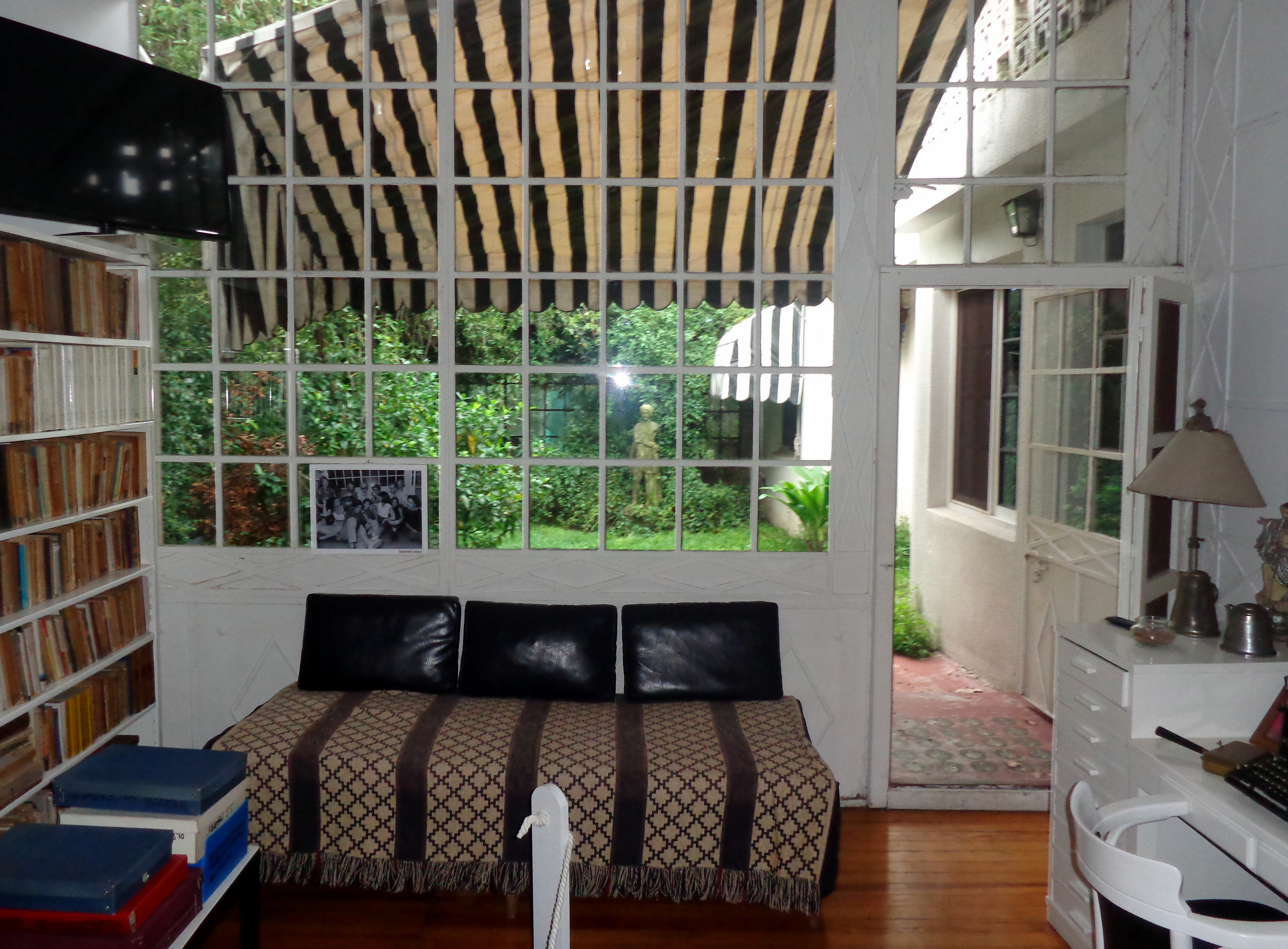
Vista del jardín desde el interior
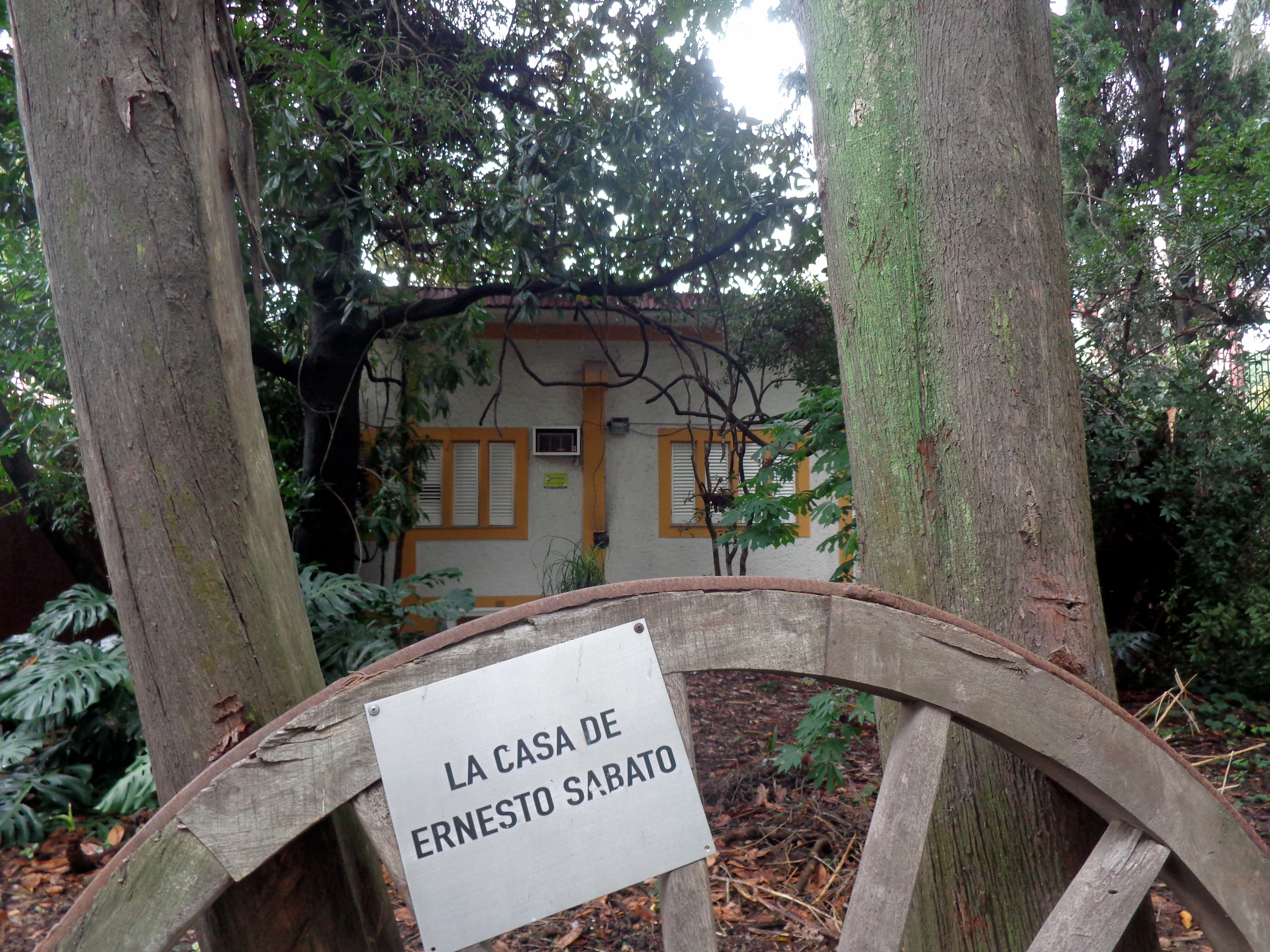
Vista desde afuera de la Casa-Museo, la cual se encuentra intacta desde el fallecimiento del escritor.